# Казюлин, Геннадий Павлович
Геннадий Павлович Казюлин (28 сентября 1940 — 2007) — российский учёный, технолог мяса и мясопродуктов, профессор МГУПП.
После окончания Московского химико-технологического института мясной промышленности работал на предприятиях по профилю полученной профессии.
В 1973 г. вернулся в свой институт и работал там до последних дней жизни на кафедре «Технология мяса и мясных продуктов»: ассистент, старший преподаватель, доцент, профессор, декан технологического факультета, зам. зав. кафедрой.
Кандидат технических наук (1977, тема диссертации «Исследование и совершенствование процесса производства запеченных мясопродуктов с использованием инфракрасного нагрева». Профессор (1997).
Соавтор монографий, учебников и учебных пособий:
- Холодильная обработка пищевых продуктов : учебное пособие для студентов специальности 260301 — Технология мяса и мясных продуктов / Г. П. Казюлин, Н. Н. Цветкова ; Федеральное агентство по образованию, Гос. образовательное учреждение высш. проф. образования Московский гос. ун-т прикладной биотехнологии (МГУПБ), Каф. технологии мяса и мясопродуктов. — Москва : МГУПБ, 2006. — 173 с. : ил., табл.; 21 см; ISBN 5-89168-146-3
- Общая технология мяса и мясопродуктов / И. А. Рогов, А. Г. Забашта, Г. П. Казюлин. — Москва : Колос, 2000. — 367 с. : ил; 21 см; ISBN 5-10-003620-6
- Общая технология получения и переработки мяса : [Учеб. по направлению «Технология продуктов питания», по спец. «Машины и аппараты пищ. пр-в» и «Автоматизация технол. процессов и пр-в»] / И. А. Рогов, А. Г. Забашта, Г. П. Казюлин. — М. : Колос, 1994. — 366,[1] с. : ил.; 21 см. — (Учебники и учебные пособия для студентов высших учебных заведений).; ISBN 5-10-002216-7 : Б. ц.
- И. А. Рогов, А. Г. Забашта, Г. П. Казюлин. Технология мяса и мясных продуктов : учебник для студентов высших учебных заведений, обучающихся по направлению 655900 «Технология сырья и продуктов животного происхождения», для специальности 260301 «Технология мяса и мясных продуктов» : [в 2 кн.] / Кн. 1 : Общая технология мяса. — 564, [1] с. : ил. Кн. 2 : Технология мясных продуктов. — 710, [1] с. : ил.
- Проектирование предприятий мясной отрасли с основами САПР / Л. В. Антипова, Н. М. Ильина, Г. П. Казюлин, И. М. Тюгай – М.: КолосС, 2003. – 320с.- (Учебники и учебные пособия для студентов высших учебных заведений).